# Westwood (Iowa)
Westwood es una ciudad ubicada en el condado de Henry en el estado estadounidense de Iowa. En el Censo de 2010 tenía una población de 112 habitantes y una densidad poblacional de 278,99 personas por km².

## Geografía
Westwood se encuentra ubicada en las coordenadas 40°57′53″N 91°37′37″O / 40.96472, -91.62694. Según la Oficina del Censo de los Estados Unidos, Westwood tiene una superficie total de 0.4 km², de la cual 0.39 km² corresponden a tierra firme y (1.94%) 0.01 km² es agua.

## Demografía
Según el censo de 2010, había 112 personas residiendo en Westwood. La densidad de población era de 278,99 hab./km². De los 112 habitantes, Westwood estaba compuesto por el 100% blancos, el 0% eran afroamericanos, el 0% eran amerindios, el 0% eran asiáticos, el 0% eran isleños del Pacífico, el 0% eran de otras razas y el 0% pertenecían a dos o más razas. Del total de la población el 0% eran hispanos o latinos de cualquier raza.